# Neuvic-Entier
Neuvic-Entier é uma comuna francesa na região administrativa da Nova Aquitânia, no departamento de Alto Vienne. Estende-se por uma área de 39,34 km². Em 2010 a comuna tinha 944 habitantes (densidade: 24 hab./km²).